# Az-Zallutijja
Az-Zallutijja (arab. الزلوطية) – wieś położona w jednostce administracyjnej Kada Tyr, w Dystrykcie Południowym w Libanie.

## Położenie
Wioska Az-Zallutijja jest położona na wysokości 420 metrów n.p.m. na północnych zboczach masywu góry Har Manor (600 m n.p.m.), którym przebiega granica libańsko-izraelska. Okoliczne wzgórza są w większości zalesione. Teren opada w kierunku północno-zachodnim ku wybrzeżu Morza Śródziemnego. W otoczeniu Az-Zallutijji leżą wioski Jarin, Al-Dżibbajn, Umm at-Tut, Marwahin i Al-Bustan. Po stronie izraelskiej jest położona arabska wioska Aramisza.

## Gospodarka
Lokalna gospodarka opiera się na rolnictwie.